# 表信者

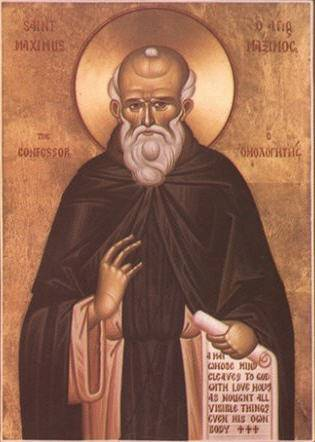
表信者克肖者聖マクシムのイコン

表信者（ひょうしんしゃ、ギリシア語: Ομολογητής, ロシア語: Исповедник, 英語: Confessor）とは正教会で聖人に付される称号。日本正教会による訳語。信仰を告白・表明したことによって苦難を受けた者のうち、死に至らなかった者に付される称号である。これに対し、致命者は信仰によって死に至ったものに与えられる称号である。カトリック教会では証聖者に相当する。
正教会では、軟禁状態下で永眠するなど直接に殺害されなかった聖人にも致命者の称号が与えられる事例もあり、表信者と致命者の間でその死に至る過程において厳密な区分けがなされている訳では無い。
代表的な表信者には、単意論に対して反駁したことで東ローマ帝国の皇帝から弾圧を受け、説教と著述が出来ないように舌を切られ右手を切断された、表信者克肖者聖マクシム（580年 – 662年）などがいる。